# Johann Georg Wolcker

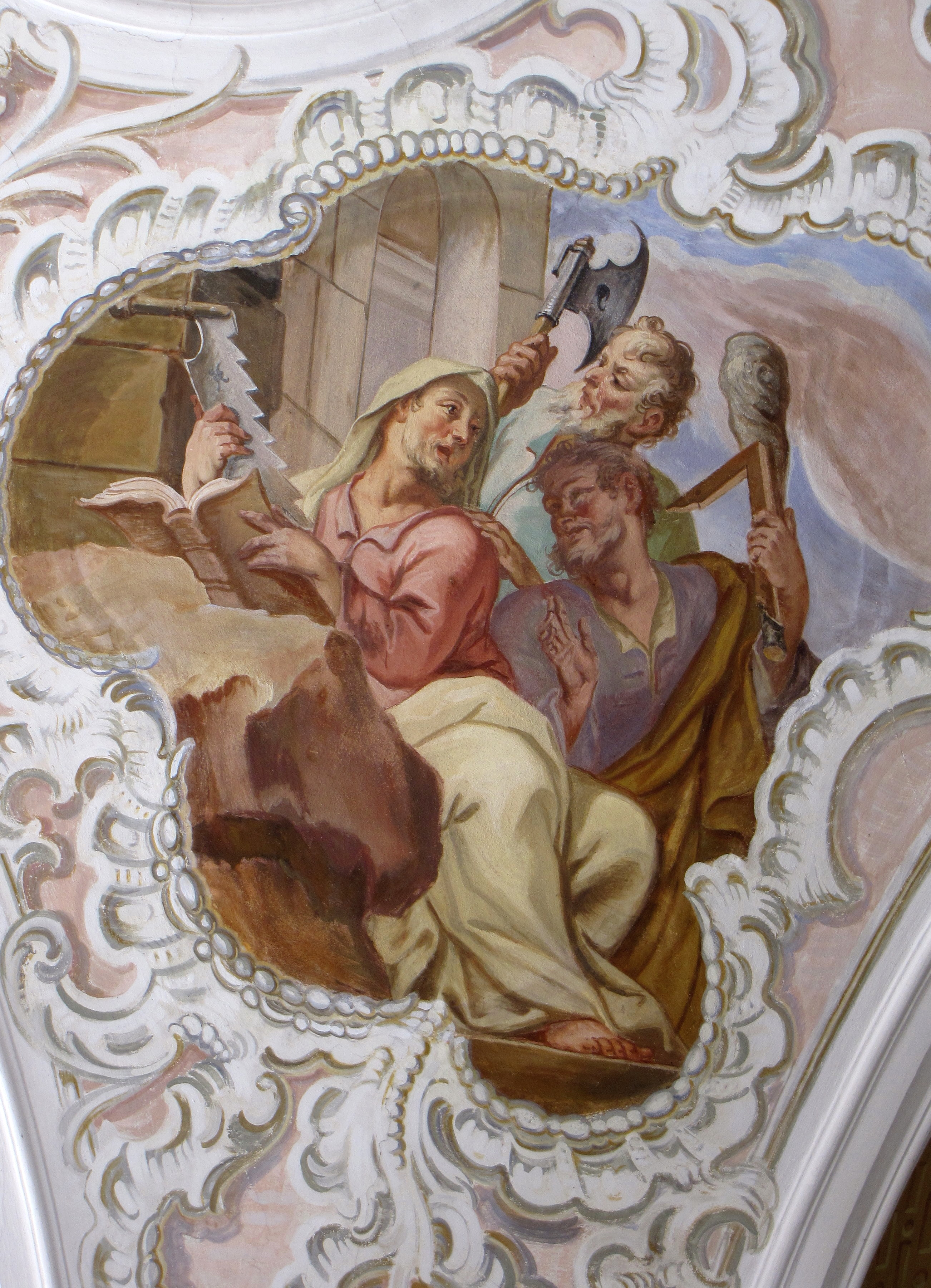
Fresko in der Kirche von Lindenberg

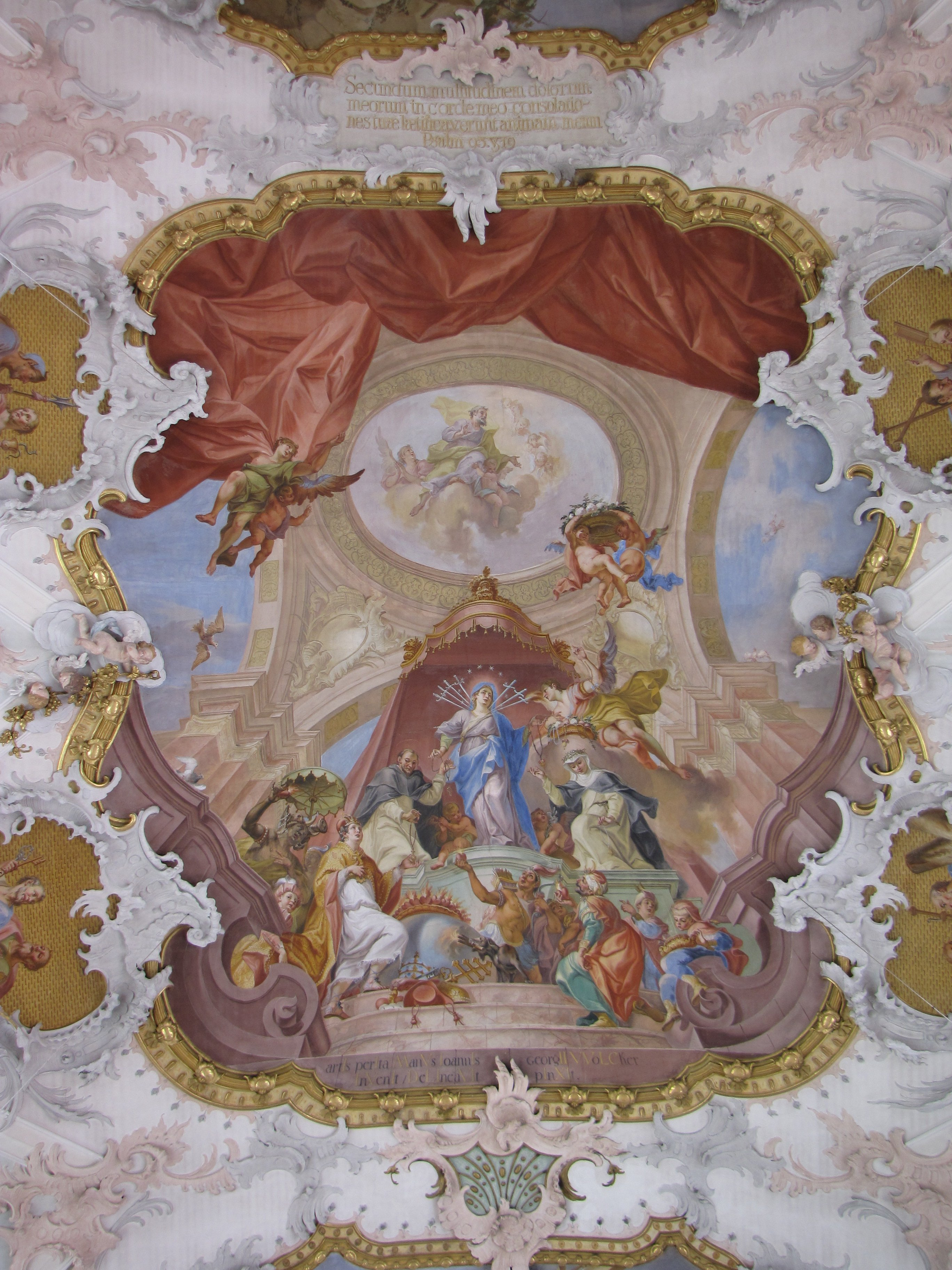
Fresko in der Pfarrkirche von Oberostendorf

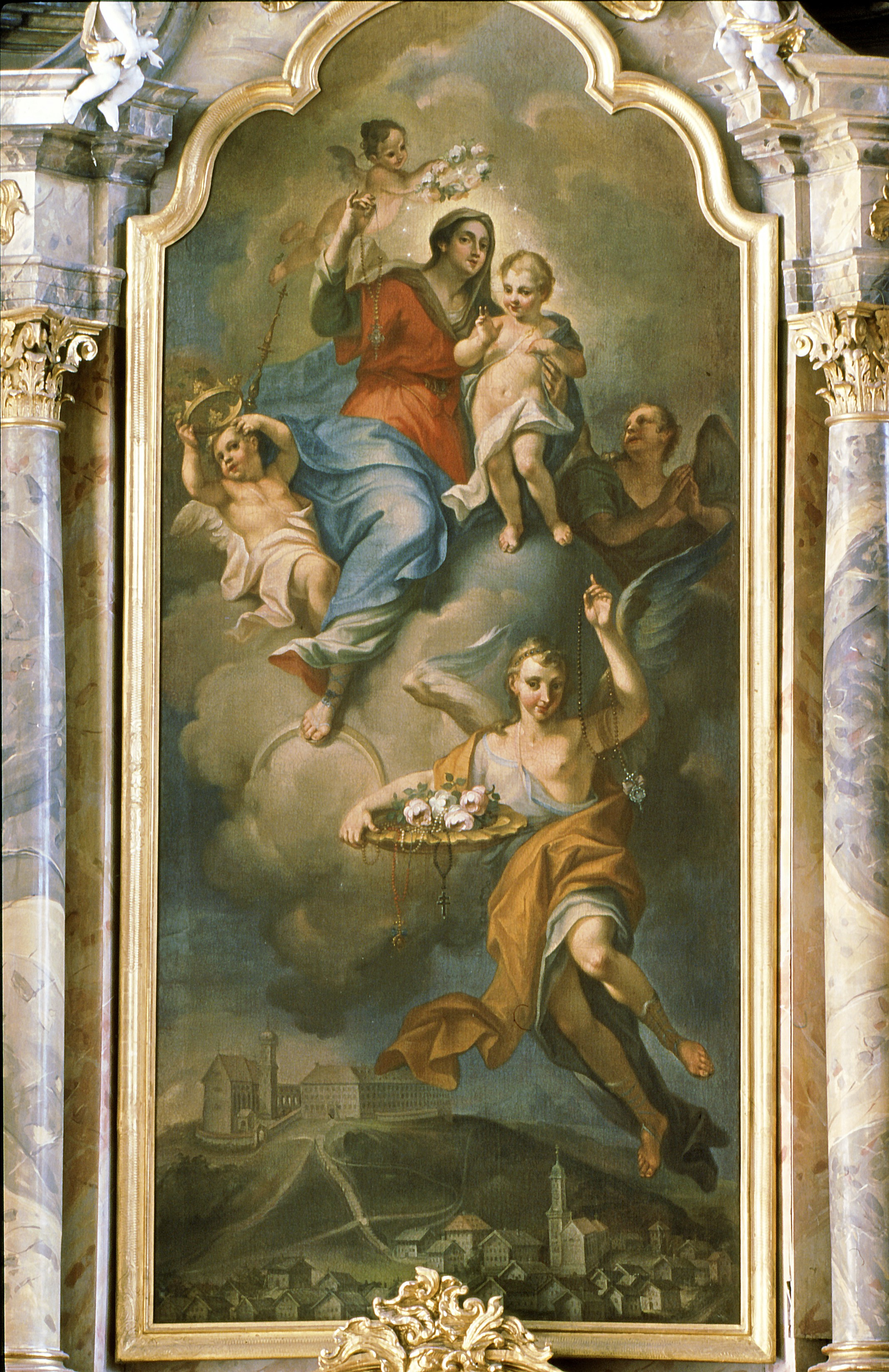
Altarblatt in der Stadtpfarrkirche in Marktoberdorf

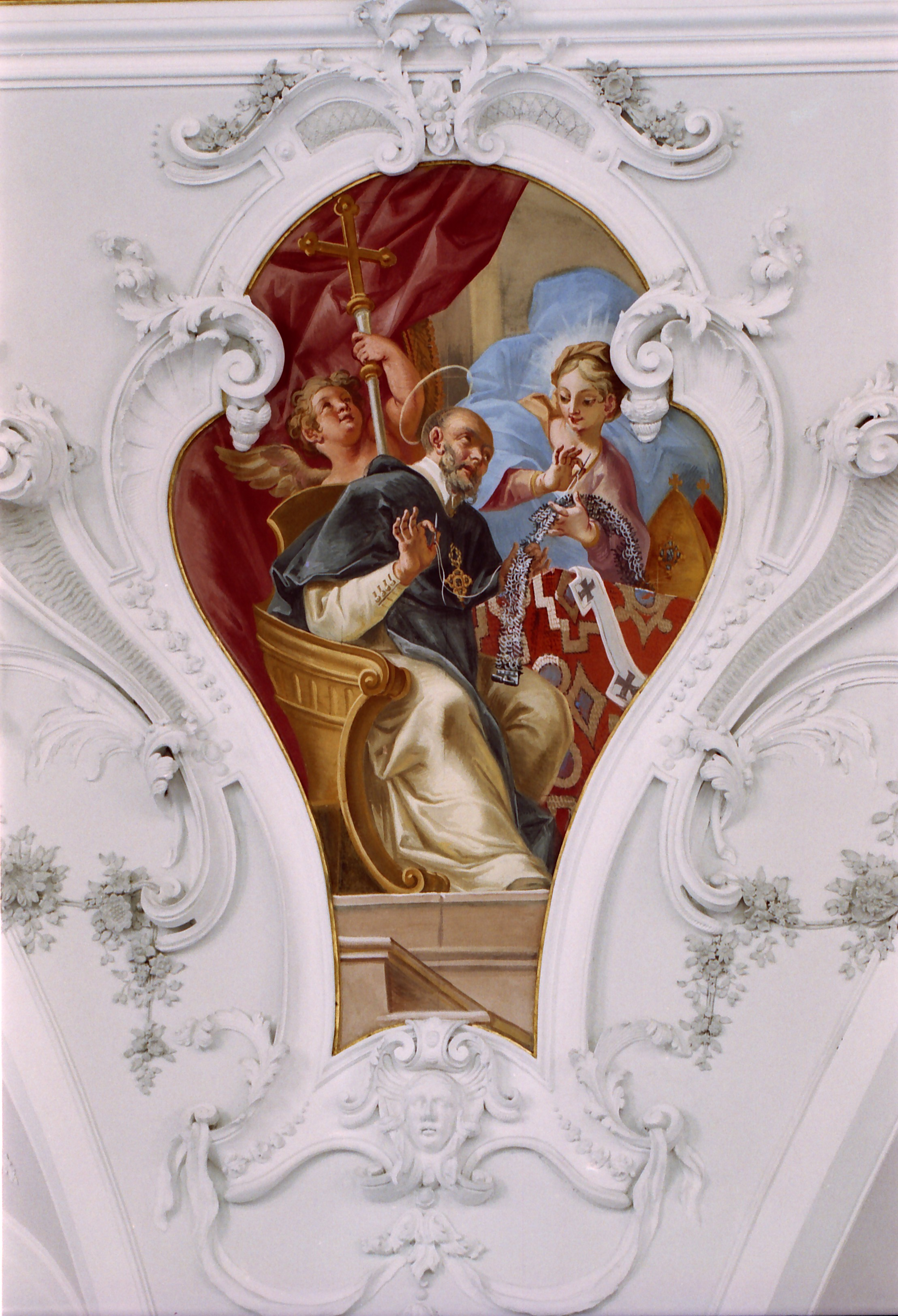
Fresko in der Stiftskirche Stams

Johann Georg Wolcker der Jüngere (* 1700; † 27. Oktober 1766 in Augsburg) war ein Maler des Barocks (Fresken und Tafelbilder).

## Leben
Johann Georg Wolcker der Jüngere wurde 1700 als der zweitälteste Sohn des Johann Georg Wolcker d. Ä. und der Ursula Michler aus Schelklingen geboren. Burgau war aber anscheinend doch nicht der Geburtsort, wie im älteren Schrifttum vermerkt; so muss die Frage seiner Herkunft und seines Geburtsorts weiterhin offenbleiben. Klotz-Warislohner vermutet, dass er aus Ulm-Söflingen stammen könnte; diese Angabe beruht offenbar auf dem Artikel von Rudolf Weser über Johann Baptist Enderle von Söflingen, in welchem er bemerkt, dass die Malerfamilie Wolcker eventuell von einer Söflinger Familie Wolcker abstammen könne, welche in der 2. Hälfte des 17. Jhs. in den Söflinger Kirchenbüchern nachweisbar ist. So ließen ein Matthias Wolcker und seine Ehefrau Katharina NN von 1645 bis 1657 Kinder ins Taufregister Söflingen eintragen. Deren Sohn Matthias (od. Matthäus) Wolcker, getauft in Söflingen am 20. September 1649, war mit einer Klara NN verheiratet; das Paar hatte fünf Kinder, in Söflingen von 1676 bis 1684 getauft. Darunter war auch ein Georg, getauft am 11. Mai 1676. Dieser letztere könnte nach der Zeit seiner Geburt Johann Georg Wolcker d. Ä. gewesen sein. Auch der Rufname „Georg“ stimmt mit den Schelklinger Archivalien überein. Auffällig ist außerdem das Auftauchen des Vornamens Matthias (oder Matthäus) in beiden Familien. Die Vermutung einer Abstammung von der Söflinger Familie bedarf aber noch einer Überprüfung anhand Söflinger Archivalien.
Die Familie zog vor dem 12. Mai 1702 nach Schelklingen (nach Jörg Martin 1700 oder 1701), denn am 12. Mai 1702 wurde dort der zweite Sohn und das zweite Kind Johann Michael getauft. Dass der älteste Sohn mit nach Schelklingen gezogen ist, beweisen Augsburger Archivalien, denn sie nennen ihn „Wolcker von Schelklingen“, so auch das Augsburger Hochzeitsamtprotokoll vom 28. Januar 1729. In Schelklingen erhielt er seine erste Ausbildung bei seinem gleichnamigen Vater.
Vor 1720 kam er in die Lehre des Augsburger Akademiedirektors Johann Georg Bergmüller und wird von dem Biographen Georg Christoph Kilian neben Gottfried Bernhard Göz und Johann Evangelist Holzer als einer der besten Schüler und „Kostgeher“ Bergmüllers bezeichnet.
Am 28. Januar 1729 heiratete er in Augsburg 29-jährig Ursula Weidner, Witwe des Orgelmachers Johann Betz, welcher zuvor am 7. Mai 1728 in Augsburg verstorben war. Die Trauung fand am 7. Februar 1729 in Anwesenheit seines Patrons Johann Georg Bergmüller in Augsburg St. Georg statt.
Seine Ehefrau Ursula Weidner wurde (rechnerisch; sie war beim Tod des unten genannten Joseph Anton Wolcker am 3. Juni 1759 60 Jahre alt) wohl in Augsburg 1699 geboren, war also etwa ein Jahr älter als ihr Ehemann. Bei ihrer zweiten Eheschließung mit Johann Georg Wolcker d. J. war sie dreißig Jahre alt. Trotzdem blieb die Ehe offenbar kinderlos. Bei dem in Augsburg am 3. Juni 1759 im Alter von zehn Jahren verstorbenen Joseph Anton Wolcker scheint es sich um einen Neffen Johann Georg Wolcker d. J. und einen Sohn seines Bruders in Schelklingen Gottfried Wolcker gehandelt zu haben, denn ein Joseph Anton Wolcker wurde exakt zehn Jahre vorher am 2. Mai 1749 in Schelklingen getauft. Auch die Vornamen stimmen genau überein.
Die Frage, ob die Ehefrau Ursula Weidner noch Kinder erster Ehe in ihre zweite Ehe einbrachte, ist bislang noch nicht untersucht worden.
Die Eheschließung war an die vorherige Erlangung des Meisterrechts gebunden, dessen Erwerb aber dadurch erschwert wurde, dass Wolcker sich beim Antritt seiner Gesellenzeit 1720 oder früher nicht in das Augsburger Malerbuch hatte eintragen lassen. Gegen eine Zahlung von 30 fl wurde Wolcker durch Beschluss des Augsburger Senats vom 27. Januar 1729 dann doch die Meistergerechtigkeit erteilt.
Nachdem er sich 1729 also selbständig hatte machen können, beschäftigte er in seiner Werkstatt mehrere Gesellen. Später übernahm er das Amt eines „Vorgehers“, welcher die Malergesellen in das Einschreibbuch einzutragen hatte. Wolcker bildete auch Lehrjungen aus, denn 1735 wurde sein Lehrling Vallentius Antonius Mayer eingeschrieben, und für seine Arbeiten in Stams wurde er von namentlich nicht bekannten Gesellen unterstützt.
Die Lage des Wohnhauses Johann Georg Wolckers in Augsburg ist noch nicht ermittelt, doch trat er wahrscheinlich das Erbe seines Ehevorgängers Johann Betz an, und bewohnte dessen Haus.
Wolcker starb in Augsburg am 27. Oktober 1766 im Alter von 66 Jahren.

## Werke
- 1729: Ölgemälde „Heiliger Kajetan vor der Gottesmutter“ in der Moritzkirche in Augsburg, datiert und bezeichnet „1729“
- 1729: Altarblatt in der Stadtpfarrkirche St. Walburga in Monheim
- 1729/31: Tafelbild im Kloster Kaisheim
- 1730: Decken- und Wandfresken in der Pfarrkirche St. Georg in Haunstetten (Stadt Augsburg)[9]
- 1730er-Jahre: 15 Stationsbilder in der katholischen Stadtpfarrkirche Schelklingen an beiden Seiten des Langhauses. Ohne Datierung und Signatur
- Um 1730/40: Zwei Gemälde in der Pfarrkirche St. Petrus Canisius in Friedrichshafen werden ihm zugeschrieben
- 1730–36: die Fresken und Altarblätter (Tafelbilder) in der Zisterzienserstiftskirche von Stams am Inn in Tirol gelten als sein Hauptwerk. Der Vertrag mit Wolcker wurde am 27. Oktober 1739 abgeschlossen[10]. Deckengemälde mit Szenen aus dem Leben Mariä und des heiligen Bernhard. Ebenda sechs Altarbilder. Hl. Martin zu Pferde (datiert 1733), Oberbild: Hl. Martin als Bischof; Verehrung der Hl. Familie, Oberbild: Hl. Antonius von Padua; Enthauptung Johannes des Täufers, Oberbild: Maria mit Kind und Engeln; Kreuzauffindung, Oberbild: Christus Salvator; Allerheiligen, Oberbild: Taufe Christi; Verehrung des Hl. Bernhard (datiert 1732), Oberbild: Verspottung Christi. Dieser Auftrag war der größte seiner Karriere und wurde durch das Kloster Kaisheim vermittelt und zog sich nachweislich bis 1736 hin.
- 1732: Deckenfresken in der Pfarrkirche Unsere Liebe Frau Mariä Himmelfahrt in Walleshausen[11]
- 1733: Deckenfresko in der Gnadenkapelle der Pfarrkirche in Stetten ob Lontal. Bezeichnet „IoannIs georgII WoLCker IngenIo InVenta ManVs pIngenDo reVeLabat (= 1733)“[12]
- 1735: Apostelbilder in der Pfarrkirche St. Nikolaus in Stadtbergen bei Augsburg[13]
- Um 1735: Kuppelfresko in der Kapelle Maria Schnee in Bischofsried (Markt Dießen am Ammersee) wird ihm zugeschrieben[14]
- 1738: Fresken im Langhaus der Pfarrkirche St. Pankratius in Bidingen[15]
- 1738: Deckengemälde „Glorie des Hl. Sebastian“ in der Pfarrkirche in Oberdorf
- 1738: zwei Deckenbilder und ein Seitenaltarblatt in der Pfarrkirche St. Nikolaus in Stadtbergen
- 1739: Fresken und Emporenbilder in der Filialkirche St. Johannes der Täufer der ehemaligen Burg in Markt (Markt Biberbach)
- 1739 und um 1740/50: Altarbilder in der Pfarrkirche Mariä Himmelfahrt in Kaisheim
- 1739: Fresken und Emporenbilder in der Filialkirche St. Johannes der Täufer der ehemaligen Burg in Markt (Markt Biberbach)[16]
- 1739: Chorseitenaltarbild in der Klosterkirche in Kaisheim, bezeichnet „1739“
- 1739: zwei Deckenbilder auf Leinwand in der Klosterkirche in Kaisheim, ursprünglich in der Bibliothek, jetzt im Kaisersaal des Klosters, datiert „1739“
- Um 1740/50: Altarbilder in der Pfarrkirche Mariä Himmelfahrt in der Klosterkirche in Kaisheim
- 1740/41: Deckenfresken und Ölbilder in der Pfarrkirche St. Georg in Westendorf[17]
- 1740: Fresken in der Pfarrkirche St. Martin in Deubach[18]
- 1741: Deckenfresken und Tafelbilder in der Pfarrkirche St. Mauritius in Weil (Oberbayern)[19]
- 1741: Auf dem Hochaltar der Pfarrkirche St. Georg in Eismerszell Gemälde: St. Georg den Drachen tötend, bezeichnet: „J. Wolcker 1741“[20]
- 1745: Deckengemälde in der Pfarrkirche St. Georg von Lindenberg (Stadt Buchloe) „Die heiligen Büßer“, bezeichnet „Wolcker inv. et pinx. Aug. Vind. 1745“[21]
- Um 1745: Fresken in der Filialkirche St. Johannes Baptist in Ebersbach
- Um 1745: Langhausfresken in der Pfarrkirche St. Martin in Willishausen (Gemeinde Diedorf)
- 1745: Freskierung des Äußeren des ehemaligen Landschaftsgebäudes und späteren Ständehauses in Stuttgart[22]. Wolcker unterzeichnete den Vertrag vom 8. Februar 1745 zusammen mit Johann Georg Bergmüller. Wolcker legte zwei Risse vor, worauf ihm die Arbeit zusammen mit Bergmüllers Sohn Johann Baptist übertragen wurde. Die Fresken wurden in den 1880er Jahren wieder aufgefrischt und wurden meist irrig dem Johann Georg Bergmüller zugeschrieben. Das Ständehaus samt Fresken ging bei einem Bombenangriff im Zweiten Weltkrieg unter und wurde nicht wieder aufgebaut.
- 1746: Altarblatt mit der Vision eines Heiligen in der nördlichen Langhauskapelle der Pfarrkirche St. Michael in Mering[23]
- 1746: Maria in der Glorie in der Klosterkirche Söflingen, bezeichnet „J G (in Ligatur): Wolcker fec Aug: Vindel. 1746“[24]
- 1747: Fresken und Tafelbilder in der Pfarr- und Wallfahrtskirche Mariä Himmelfahrt in Oberostendorf. Drei Deckengemälde der Beweinung Christi, der Grablegung und der Maria als „mater dolorosa“ und als Rosenkranzkönigin, von den vier Erdteilen verehrt (Hauptbild), bezeichnet und datiert „1747“[25]
- 1748: ein Bild mit der Himmelfahrt der Maria in der Klosterkirche Söflingen, bezeichnet „J. G. Wolcker 1748“
- 1748: Fresken in der Pfarrkirche St. Petrus und Paulus in Winkl[26]
- 1749: Gemälde des Heiligen Aloysius in der Pfarrkirche „Mariä Verkündigung“ in Welden
- 1750: Bild im Klostermuseum Ottobeuren: Messe des Hl. Isidor. Bezeichnet und „1750“ datiert
- 1751: Freskierung der Pfarrkirche St. Ulrich in Aitrang. Die Freskierung ist nicht erhalten, da die Kircheneinrichtung 1868–76 im sogenannten „romanischen“ Stil größtenteils erneuert wurde[27]
- 1751: Arbeiten (Freskierung) im Schloß Oberdorf[28]
- 1752: Ehemaliges Altarblatt in der Stadtpfarrkirche „St. Martin“ in Kaufbeuren
- 1752: Altarblätter der beiden Seitenaltäre in der Pfarrkirche St. Martin in Marktoberdorf
- 1753: Tafelbild in Ingolstadt “Sta. Maria de Victoria”[29]
- 1753: Deckengemälde „Himmelfahrt Mariä“ und Altarbild „Die drei heiligen Familien“ in der Kapelle des katholischen Waisenhauses in Augsburg, datiert „1753“[30]
- 1754: zwei Altarblätter des Schutzengel- und des Aloysiusaltars in der Georgskirche in Amberg, beide datiert „1754“[31]
- 1754: ein von Wolcker verändertes Seitenaltarblatt „Hl. Margarete, unten Ludwig der Brandenburger“ in der Kapitelkirche der Benediktinerabtei Scheyern
- (ohne Jahr): Altarbild „Maria mit dem Kinde“ in der Kirche in Deilingen, bezeichnet[32]
- (ohne Jahr): in den bayerischen Staatsgemäldesammlungen einige aus Kloster Benediktbeuern und dem Augsburger Dom stammende Altarbilder
- um 1770: drei von J. Deyrer um 1770 kopierte Seitenaltarblätter „Hl. Joseph, Jesus und Maria Magdalena, 9 Chöre der Engel“ in der Stiftskirche der Benediktinerabtei Scheyern